# Leptanilloidinae

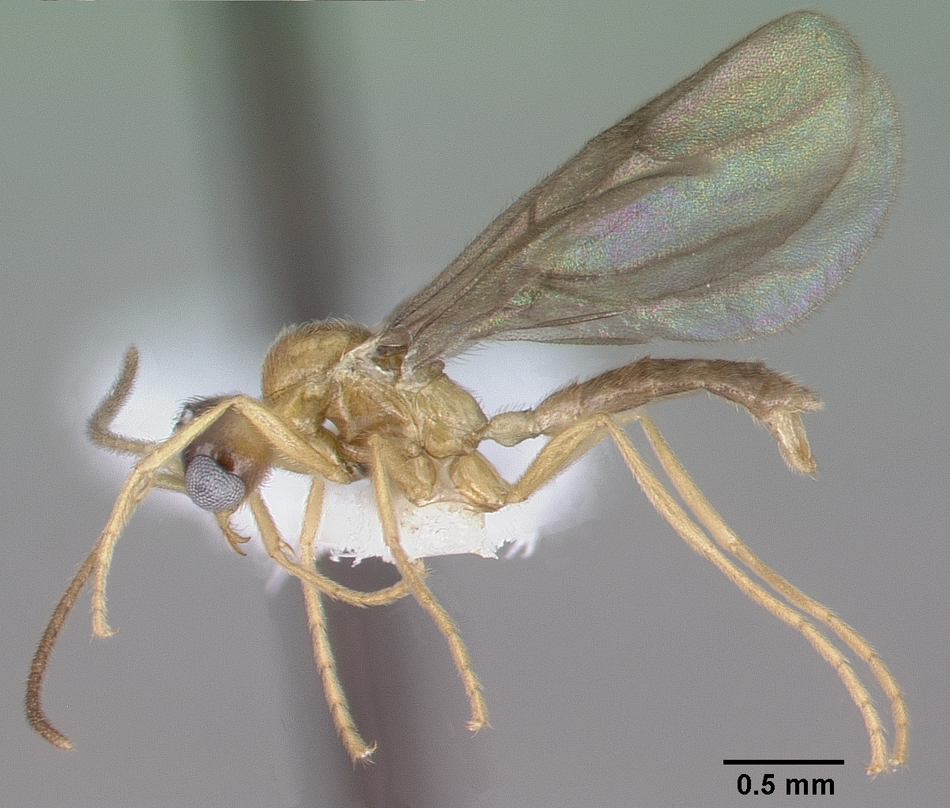
Самец Leptanilloides mckennae

Leptanilloidinae (лат.) — парафилетическая группа мелких тропических кочевых муравьёв, выделяемая ранее (в 1992—2014) в ранге подсемейства, а затем включённая в состав Dorylinae (Formicidae). Встречаются Центральной и Южной Америке. Около 10 видов.

## Описание
Своим габитусом эти неотропические муравьи напоминают кочевников группы Dorylomorphes (Cerapachyinae, Ecitoninae и других), а также имеют конвергентное сходство с Leptanillinae из Старого Света. Длина тела 2—3 мм. Рабочие слепые. Нижнечелюстные щупики 2-члениковые. В составе нижнегубных щупиков 2 сегмента. Жвалы треугольные с одним апикальным и 7—10 субапикальными зубцами на жевательном крае. Усики 12-члениковые (у самцов — 13-члениковые). Грудь плоская, без метанотальной бороздки на дорзуме; абдоминальные сегменты 5 и 6 (брюшные сегменты 2 и 3) с отчётливо разделёнными узким пресклеритом и широким постсклеритом, результируемом в перетяжке между абдоминальными сегментами 4 и 5 (брюшные сегменты 1 и 2), и 5 и 6 (брюшные сегменты 2 и 3). Стебелёк брюшка двухчлениковый, состоит из петиоля и постпетиоля (у самцов стебелёк одночлениковый). Хищники, охотятся на мелких членистоногих, передвигаются колоннами, как и другие кочевые муравьи.

## Систематика
Таксон Leptanilloidinae рассматривался в 1992—2014 годах как самостоятельное подсемейство и включал 3 рода и около 10 видов. Первоначально род Leptanilloides Mann, 1923 был отнесён к подсемейству Dorylinae. Уильям Браун (Brown, 1975) включил род Leptanilloides (единственный на то время представитель своего подсемейства) в состав трибы Cerapachyini в подсемействе Cerapachyinae, считая его близким к роду Sphinctomyrmex. Статус отдельного подсемейства им придал в 1992 году английский мирмеколог Б. Болтон в совместной статье с итальянским энтомологом Ч. Барони-Урбани и американским мирмекологом Ф. Уардом (Baroni Urbani, Bolton, & Ward, 1992).
Род Amyrmex до 2009 года относили к другому подсемейству Dolichoderinae, известен только по самцам и, возможно, является старшим синонимом рода Asphinctanilloides.
Leptanilloidinae рассматривался сестринской группой к дориломорфам (Cerapachyinae + (Ecitoninae + (Dorylinae + Aenictinae + Aenictogitoninae))) (Baroni Urbani et al., 1992).
В 2014 году было предложено (Brady et al.) снова включить его и все дориломорфные подсемейства (Aenictinae, Aenictogitoninae, Cerapachyinae, Ecitoninae и Leptanilloidinae) в состав расширенного Dorylinae.
- Amyrmex Kusnezov, 1953[4]
  - A. golbachi
- Asphinctanilloides Brandão, Diniz, Agosti & Delabie, 1999[1]
  - Виды: A. amazona — A. anae Brandão, Diniz, Agosti and Delabie — A. manauara
- Leptanilloides Mann, 1923[6]
  - Виды: L. atlantica Silva, Brandão, Feitosa and Freitas, 2013 — L. biconstricta Mann, 1923 — L. caracola Donoso, Vieira & Wild, 2006 — L. erinys Borowiec & Longino, 2011 — L. femoralis Borowiec & Longino, 2011 — L. gracilis Borowiec & Longino, 2011 — L. improvisa Brandão, Diniz, Agosti & Delabie, 1999 — L. legionaria Brandão, Diniz, Agosti & Delabie, 1999 — L. mckennae Longino, 2003 — L. nomada Donoso, Vieira & Wild, 2006 — L. nubecula Donoso, Vieira & Wild, 2006 — L. sculpturata Brandão, Diniz, Agosti & Delabie, 1999[7] — L. copalinga Delsinne & Donoso, 2015 — L. prometea Delsinne & Donoso, 2015[8]